# Luka Peroš
Luka Peroš (ur. 28 października 1976 w Zagrzebiu) – chorwacki aktor, najbardziej znany z roli Marsylii w serialu Dom z papieru.

## Życiorys
Urodził się w Zagrzebiu. W latach 1992–1995 uczęszczał do American Community School w Abu Dhabi. W 1995 rozpoczął studia aktorskie w Emerson College w Bostonie. W latach 1997–1998 studiował na uniwersytecie w Zagrzebiu. W 2000 ukończył Emerson Collage w Bostonie z tytułem licencjata sztuk pięknych (B.F.A in Performing Arts). Poza językami ojczystymi – chorwackim i serbsko-chorwackim – włada biegle językiem bośniackim, serbskim, niemieckim i angielskim, hiszpańskim, francuskim i łacińskim. Ma również podstawową znajomość języka włoskiego, tureckiego i innych języków słowiańskich. 
Mieszkał w Wiedniu, Bostonie i Los Angeles, zanim osiedlił się w Barcelonie. Grał w Narodowym Teatrze Chorwacji w Rijece. Od 2006 związał się z Teatrem Lalek w Zagrzebiu.
Związany z agencją Artistas Intérpretes Sociedad de Gestión.

## Filmografia

### Filmy
- 1995: Toy Story jako sierżant (głos)
- 1998: Kanjon opasnih igara jako Zlatan
- 1998: Trzej mężczyźni Melity Žganjer (Tri muškarca Melite Žganjer) jako amerykański wojownik
- 1999: Četverored
- 2006: Auta (Cars) jako Szybki (głos)
- 2007: W pogoni za zbrodniarzem (The Hunting Party) jako komandor
- 2008: To jeszcze nie koniec (Nije kraj) jako książę
- 2008: Niczyj syn (Niciji sin) jako policjant
- 2009: Krivo dijeljenje (film krótkometrażowy) jako Jura
- 2010: Max Schmeling jako sędzia sportowy Smith / dziennikarz
- 2010: Suma sumarum (Šuma summarum) jako Mladen
- 2011: Spica (TV) jako paparazzi
- 2011: Bloodrayne – Krwawa Rzesza (Bloodrayne: The Third Reich) jako Boris
- 2012: Larin izbor: Izgubljeni princ jako Crni
- 2012: Zgadnij, kto przyjdzie na wesele (Rat mal, wer zur Hochzeit kommt, TV) jako policjant
- 2013: Menú degustació jako Louis
- 2014: Numer 55 (Broj 55) jako Franjo
- 2014: 9 mil (El Niño) jako Murat
- 2016: Mine jako Delta Force
- 2017: Papillon. Motylek jako Santini
- 2018: Drzewo krwi (El Árbol de la Sangre) jako Dimitri
- 2018: Foreigner (film krótkometrażowy) jako Amaro
- 2018: Fotograf z Mauthausen (El fotógrafo de Mauthausen) jako Schulz
- 2019: Póki trwa wojna (Mientras dure la guerra) jako Johannes Bernhardt

### Seriale TV
- 2004: Muszkieterka (La Femme Musketeer, TV) jako muszkieter na pogrzebie
- 2006: Zabranjena ljubav jako Adrijan Tomas, architekt
- 2006-2007: Odmori se, zasluzio si jako prezenter
- 2007-2008: Dobre namjere jako Zoki
- 2008: Bitange i princeze jako Stražar
- 2008: Tuzni bogatas jako Maric
- 2009: Zakon! jako Brat Teofil
- 2010: Mamutica jako Rafael Boric
- 2014: Prawdziwa historia rodu Borgiów (Borgia) jako Imola Man
- 2015: Kud puklo da puklo jako recepcjonista
- 2015: Mar de plástico jako Eric
- 2019-2020: Dom z papieru (hiszp. La casa de papel) jako „Marsylia”